# Piotr Prusik
Piotr Prusik (* 29. Juni 1968) ist ein ehemaliger polnischer Langstreckenläufer.
1993 wurde polnischer Vizemeister über 5000 m, 1994 Vizemeister über 10.000 m.
1994 gewann er den Zilveren Kruis Achmea Loop und 1995 den Vienna City Marathon.

## Persönliche Bestzeiten
- 5000 m: 13:49,84 min, 30. Mai 1992, Piła
- 10.000 m: 29:10,77 min, 24. Juni 1994, Piła
- Halbmarathon: 1:04:08 h, 16. Oktober 1994, Haarlem
- Marathon: 2:15:23 h, 23. April 1995, Wien